# Kurt Pinthus
Kurt Pinthus (né le 29 avril 1886 à Erfurt, mort le  11 juillet 1975 à Marbach am Neckar) est un écrivain allemand.

## Biographie

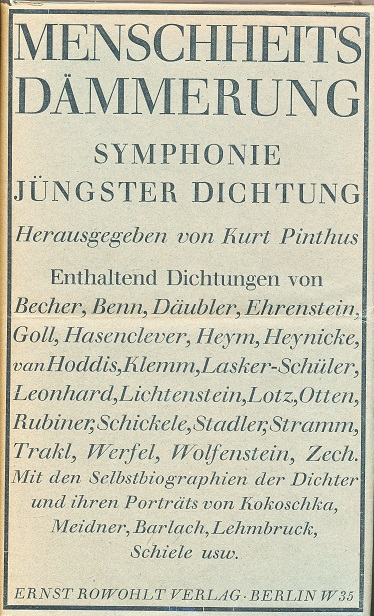
Menschheitsdämmerung. Symphonie jüngster Dichtung, anthologie de la jeune poésie expressionniste allemande, de Kurt Pinthus (éd.), 1920.

Kurt Pinthus fréquente le lycée royal d'Erfurt (de). Il étudie ensuite l'histoire de la littérature, la philosophie et l'histoire dans les universités de Fribourg-en-Brisgau, Berlin, Genève et Leipzig, où il obtient un doctorat en philosophie en 1910. Il devient conseiller littéraire chez Rowohlt et lecteur pour la maison d'édition de Kurt Wolff. Il est en contact avec tout le mouvement expressionniste littéraire allemand : Johannes Robert Becher, Gottfried Benn, Max Brod, Theodor Däubler, Albert Ehrenstein, Walter Hasenclever, Kurt Hiller, Franz Kafka, Franz Werfel, Paul Zech... Pendant la république des Conseils après la Première Guerre mondiale, il appartient au conseil des soldats. En 1919, il publie l'anthologie de poèmes Menschheitsdämmerung qui regroupe tout le mouvement expressionniste.
Au début des années 1920, Pinthus est dramaturge pour le théâtre privé de Max Reinhardt à Berlin. Par ailleurs, il écrit pour plusieurs journaux et magazines allemands et internationaux. Entre 1925 et 1933, il est animateur radio et membre de la commission littéraire de Funk-Stunde Berlin (de). En 1933, son œuvre est interdite par les nazis. En 1937, il émigre aux États-Unis. De 1938 à 1940, il est maître de conférences à The New School à New York, de 1941 à 1947 conseiller scientifique en matière de théâtre à la bibliothèque du Congrès à Washington. De 1947 à 1961, il enseigne l'histoire du théâtre à l'université Columbia. À partir de 1957, il fait plusieurs voyages en Europe et revient en Allemagne en 1967. Il travaille pour les archives littéraires du musée Schiller.

## Œuvre
- Das Kinobuch, Leipzig: Wolff, 1914
- Kriegsabenteuer aus alter Zeit, München: Georg Müller, 1914
- Deutsche Kriegsreden, Munich, Berlin: Georg Müller, 1916
- [Anthologie] Menschheitsdämmerung - Ein Dokument des Expressionismus neu hrsg. von Kurt Pinthus, Ernst Rowohlt Verlag, Berlin 1920. Copyright 1955 by Rowohlt Taschenbuch Verlag Gmbh, Hamburg,35e édition en livre de poche,janvier 2009 dans « Les Classiques de Rowohlt en science et littérature », Littérature allemande Volume 4 "Rowohlts rororo Klassiker", n° 45055   (ISBN 9783499450556)
- Der Zeitgenosse, Stuttgart: Klett, 1971